# Důl Redensglück
Důl Redensglück (polsky Kopalnia Redensglück) byl rudným dolem v Kowarech v okrese Krkonoše (polsky Powiat karkonoski) v Dolnoslezském vojvodství v Polsku, ve kterém byla těžena stříbrná a olověná ruda.

## Poloha
Důl Redensglück se nacházel na hranici Krkonoš a Janovického rudohoří v údolí Kružnického potoka (Kuźniczy potok) v horní části Kowary, pod Kowarským průsmykem.

## Historie
V roce 1799 byly mezi kopci Sulica a Rudnik nalezena žíla o mocnosti kolem 30 cm, která vykazovala přítomnost olovnatých (galenit) a stříbrných rud. Zásoby byly odhadovány na 1400 až 1600 tun. V roce 1801 byl založen důlní cech Redensglück (Redens Glück) v Kowarech-Podgórze. Rudná žíla byla prozkoumána pomocí dvou štol. Bylo zde vytěženo 400 tun rudy, ze které bylo získáno 13 kg stříbra a přes 3 tuny olova. Ruda byla tavena v huti v Ciechanowicích u obce Miedzianka. Zásoby byly rychle vyčerpány a důlní společnost v roce 1808 zbankrotovala.
Po druhé světové válce v době průzkumných prací, bylo zde vytěženo malé množství uranové rudy. Do roku 1954 byly vyraženy dvě štoly č. 2 a 8, které byly brzy uzavřeny z důvodů nedostatku uranu.